# Triangular Glacier
Der Triangular Glacier (englisch für Dreieckiger Gletscher) ist ein 800 m langer und bis zu 3,2 km breiter Gletscher auf der Ulu-Halbinsel der westantarktischen James-Ross-Insel. Er liegt auf der Westseite der Lachman Crags.
Das UK Antarctic Place-Names Committee benannte ihn 2015 nach seiner dreieckigen Form.